# ジミー・エリス
ジミー・エリス（Jimmy Ellis、1940年2月24日 - 2014年5月6日）は、アメリカ合衆国の男性元プロボクサー。ケンタッキー州ルイビル出身。元WBA世界ヘビー級王者。

## 来歴
1961年4月19日、プロデビュー。
1968年4月27日、空位のWBA世界ヘビー級タイトルをジェリー・クォーリーと争い、15ラウンド判定勝利で獲得。
1968年9月14日、元王者フロイド・パターソンと対戦し、判定で勝利。
1970年2月16日、ジョー・フレージャーに4ラウンドKOで敗退し、タイトルを失う。
1975年、引退。
2014年5月6日、パンチドランカーを起因とする認知症を10年以上患いケンタッキー州の病院で死亡、亡くなった妻をまだ生きていると思い込んでいた。

## 通算戦績
53戦40勝（24KO）12敗1分